# Saint-Étienne metropolisz

Elhelyezkedése Loire megyében

Saint-Étienne metropolisz (franciául: Saint-Étienne Métropole) a franciaországi metropoliszok egyike, a francia községközi társulási rendszer (intercommunalité) része.
Franciaország középső részén, Auvergne-Rhône-Alpes régió Loire megyéjében helyezkedik el. Saint-Étienne-t és a város vonzáskörzetének további 52 községét foglalja magába. 
2018. január 1-jén jött létre az addigi „Saint-Étienne Métropole városközösség” (communauté urbaine Saint-Étienne Métropole) átalakításával. Ez utóbbit 2001. január 1-jén alakították meg.
Népessége 406 257 fő volt 2021-ben, ebből 172 718 fő Saint-Etienne-ben élt. Területe 723,5 km2. Igazgatási központja Saint-Etienne-ben van.

## Községek
A metropoliszt az alábbi 53 község alkotja:
1. Aboën
2. Andrézieux-Bouthéon
3. Caloire
4. Cellieu
5. Chagnon
6. Chambœuf
7. Le Chambon-Feugerolles
8. Châteauneuf
9. Dargoire
10. Doizieux
11. L’Étrat
12. Farnay
13. Firminy
14. Fontanès
15. La Fouillouse
16. Fraisses
17. Genilac
18. La Gimond
19. La Grand-Croix
20. L’Horme
21. Lorette
22. Marcenod
23. Pavezin
24. La Ricamarie
25. Rive-de-Gier
26. Roche-la-Molière
27. Rozier-Côtes-d’Aurec
28. Saint-Bonnet-les-Oules
29. Saint-Chamond
30. Saint-Christo-en-Jarez
31. Sainte-Croix-en-Jarez
32. Saint-Étienne
33. Saint-Galmier
34. Saint-Genest-Lerpt
35. Saint-Héand
36. Saint-Jean-Bonnefonds
37. Saint-Joseph
38. Saint-Martin-la-Plaine
39. Saint-Maurice-en-Gourgois
40. Saint-Nizier-de-Fornas
41. Saint-Paul-en-Cornillon
42. Saint-Paul-en-Jarez
43. Saint-Priest-en-Jarez
44. Saint-Romain-en-Jarez
45. Sorbiers
46. La Talaudière
47. Tartaras
48. La Terrasse-sur-Dorlay
49. La Tour-en-Jarez
50. Unieux
51. Valfleury
52. La Valla-en-Gier
53. Villars